# Otto Zander
Otto Zander (* 11. August 1886; † 20. Juni 1938) war Regierungsdirektor und Funktionär der NSDAP in der Zeit des Nationalsozialismus.

## Leben
Zander war von Beruf Lehrer. Er wurde im Ersten Weltkrieg schwer verwundet, beteiligte sich aber dennoch 1919 an der Niederschlagung des Spartakusaufstandes. Im Jahr 1928 wurde er Mitglied der NSDAP. Nach der Machtübertragung an die Nationalsozialisten im Jahr 1933 wurde Zander zum Regierungsdirektor berufen.
Von 1933 bis 1938 war Zander Bundesleiter des Großdeutschen Schachbundes. Bei der Gründungsversammlung des GSB in Bad Pyrmont am 9. Juli 1933 hielt Zander eine Rede, in der er den Ausschluss aller jüdischen Spieler vom organisierten Spielbetrieb ankündigte: „Juden können wir zu unserer Arbeit nicht brauchen, sie haben aus den Vereinen zu verschwinden, denn sie waren in Deutschland die Erfinder und Förderer des Klassenkampfes und hetzen jetzt die anderen Völker mit ihrer Lügenpropaganda gegen unser Vaterland.“
Auf einer Fahrt als Obertruppführer der SA verunglückte er in der Nacht zum 20. Juni 1938 tödlich und wurde vier Tage später in Göttingen bestattet.

## Werke
- Geschichte der Berliner Schachgesellschaft. Festschrift zur Feier ihres 100jährigen Bestehens. Charlottenburg 1927.